# 크레보 합병

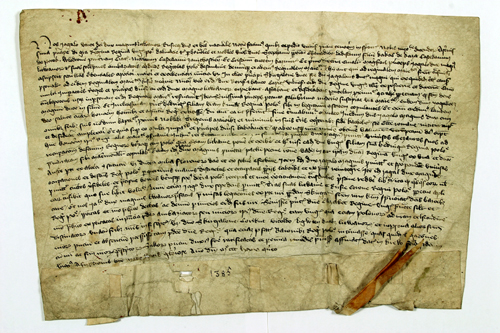
1385년 8월 14일 크레바(Kreva)에서 서명한 문서

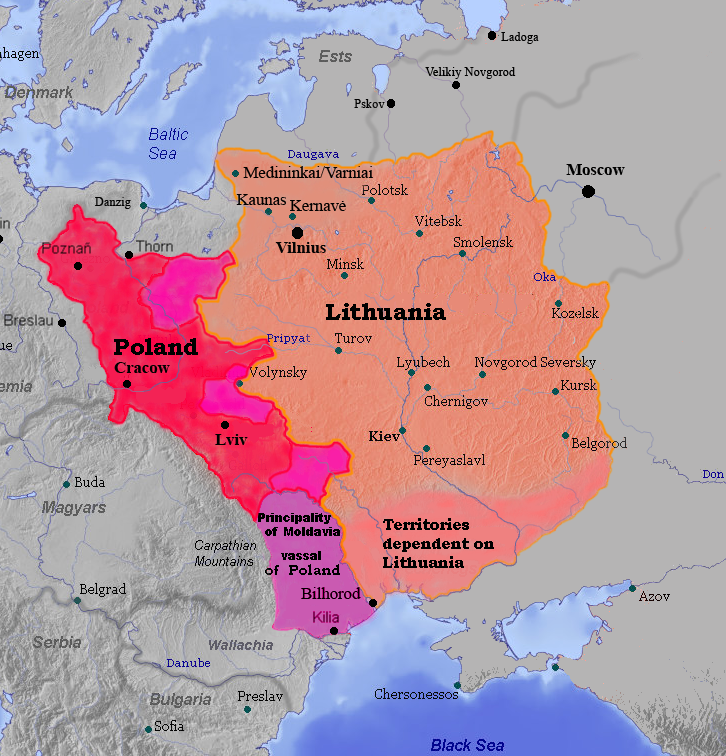
1387년 폴란드와 리투아니아

크레보 합병(Union of Krewo) 혹은 크레바 법령(Krėva Act)은 성인이 되기 전인 폴란드 여왕 야드비가(Jadwiga)와 혼인을 약속한 리투아니아 대공(Grand Duke) 요가일라(Jogaila, 브와디스와프 2세)의 일련의 계약이다. 이 혼인으로 인해 폴란드와 리투아니아의 인적 왕조 연합(dynastic union)이 만들어지게 되었다. 문서는 1385년 8월 14일 크레바 성에서 조인되었고, 아래의 내용을 계약했다.
- 혼인 신청 – 리투아니아 대공 요가일라와 야드비가의 혼인.
- 이교도인 요가일라, 리투아니아 귀족, 모든 이교도인 리투아니아인들의 로마 가톨릭으로 개종.
- 200,000 플로린 금화를 오스트리아 공작 빌헬름(William, Duke of Austria)에게 지불 – 야드비가와 빌헬름의 혼인파기에 대한 배상금임.
- 요가일라에게 빼앗겼던 폴란드 영토의 반환
- 리투아니아인에게 포로가 된 모든 크리스트교도의 석방
- 리투아니아와 루테니아의 토지를 폴란드 왕가에 합병

이 법의 교섭 멤버에는 보통 요가일라와 그 친척, 기타 성인이 되기 전인 야드비가의 어머니인 황태후 엘리자베타 보스냐츄카(Elizabeth of Bosnia), 헝가리 섭정, 여러 폴란드 의회의 의원들이었다. 이 문서는 혼인의 조건에 관해 신부측에 대한 요가일라의 약속이 있지만, 신부측의 의무는 아무것도 기록하지 않았다.
이 혼인에 의해 요가일라는 폴란드 왕으로 즉위하고, 아내의 권리를 이행하는(jure uxoris)하게 되어 크리스트교의 세례를 받았다. 요가일라의 새로운 세례명은 피아스트 왕조(Piast)에 있던 최후에서 2번째의 순수한 폴란드 인이며 흩어져 있던 국가를 하나로 통합한 야드비가의 증조부였던 단신왕 브와디스와프 1세(Władysław I the Elbow-high)에게 경의를 표하며 붙여졌다. 브와디스와프 2세의 칭호는 훗날 부여되었고, 요가일라를 폴란드어로 표현한 "야기에우오"(Jagiełło)가 그대로 사용되었다. 브와디스와프와 요가일라란 2개의 이름을 동시에 사용하였는지에 대해서는 의심이 있다. 현재 폴란드인은 그를 브와디스와프 2세 야기에우워(Władysław II Jagiełło)라고 부른다.
이 시기 폴란드의 귀족은 헝가리 왕가의 관계에 만족하지 않고, 튜튼 기사단 및 증대한 모스크바 대공국의 위협에 대항하는 강력한 지도자를 바라고 있었고, 양측 국가의 지도자는 이 동맹에 의해 외부의 위협에 대항하는 것을 고려했다.
브와디스와프 2세 야기에우오와 야드비가는 폴란드와 리투아니아를 공동통치하는 사이 리투아니아 대공국은 요가일라의 종형제였던 위대한 비타우타스(Vytautas the Great)가 실질적으로 통치했다. 1399년 야드비가가 사망함으로 인해 브와디스와프 2세 야기에우오는 폴란드의 단독통치자가 되어 야기에우오 왕조 최초의 왕이 되었다. 요가일라는 폴란드-리투아니아군을 이끌고 1410년 그룬발드 전투에서 튜튼 기사단에게서 승리를 얻었다.
1569년 루블린 연합(Union of Lublin)에 의해 폴란드 왕국과 리투아니아 대공국은 폴란드-리투아니아 연방이란 물적 동군연합이 되었다. 최종적으로는 1791년 5월 3일 헌법에 의해 1개의 국가가 되었음을 선언하였으나, 10월 20일 개정되었다. 그 후 2개의 국가는 형식적으로 분리되었으나 19세기의 대부분을 러시아 제국의 지배하에 있었다. 20세기 초 폴란드와 리투아니아는 각자 독립을 선언했다.

## 같이 보기
- 리투이나아의 기독교화
- 폴란드의 군주
- 슐라흐타의 목록